# 御船インターチェンジ
御船インターチェンジ（みふねインターチェンジ）は、熊本県上益城郡御船町にある九州自動車道のインターチェンジである。御船町中心部のほか山都町・天草市方面へ向かう場合に便利である。

## 案内板
（福岡方面）御船　山都　熊本市南部
（鹿児島方面）御船　山都　天草　高千穂

## 道路
- E3 九州自動車道（16番）

## 接続する道路
- 国道445号

## 料金所
- ブース数：7

### 入口
- ブース数:3
  - ETC専用：1　
  - ETC/一般:1
  - 一般：1

### 出口
- ブース数：4
  - ETC専用：1
  - 一般：3（1ブースのみ自動精算機）

## 周辺
- 熊本バス｢六嘉バス停｣（一般道最寄バス停）
- 御船町

コストコ熊本御船倉庫店
御船町恐竜博物館
平成音楽大学
ヤマト運輸御船営業所
- 嘉島町

イオンモール熊本
サントリー九州熊本工場（サントリービール公園）
甲斐神社（足手荒神）
- 山都町

通潤橋

## 御船バスストップ
バス停留所設備は存在するが、2017年10月1日のダイヤ改正によって熊本 - 人吉 - 都城 - 宮崎を結ぶ「なんぷう号」（九州産交バス・宮崎交通）各停便が停車しなくなったため、停車するバス路線がなくなり休止となっている。

## 隣
E3 九州自動車道
(15-2)嘉島JCT - (16)御船IC - 緑川PA - (16-1)城南BS/スマートIC - (17)松橋IC
高速路線バス
益城BS - (16)御船IC - 城南BS